# Marco Lemmi
Marco Lemmi (Livorno, 26 febbraio 1834 – Livorno, 1900) è stato un pittore e fotografo italiano.

## Biografia
Marco Lemmi nacque a Livorno il 26 febbraio del 1834, da Pietro e Anna Fanelli. In questa sua città natale frequentò lo studio del pittore Natale Betti in via del Pallone 1, dal quale apprese le nozioni del dipingere; poi però lasciò l'arte e divenne commesso presso la ditta Giamari ove rimase finché il proprietario non cessò dal commercio e andò a vivere a Parigi. Allora Marco Lemmi ritrovò la vena artistica e si trasferì a Firenze dopo il matrimonio con una fiorentina, di nome Isabella Deserti, qui divenne allievo di Antonio Puccinelli che aveva lo studio in via Chiappina insieme al fratello e qui eseguì uno dei suoi primi lavori importanti, una raffigurazione di Sant'Isidoro per una chiesa della Sardegna, dove questo Santo è molto venerato.

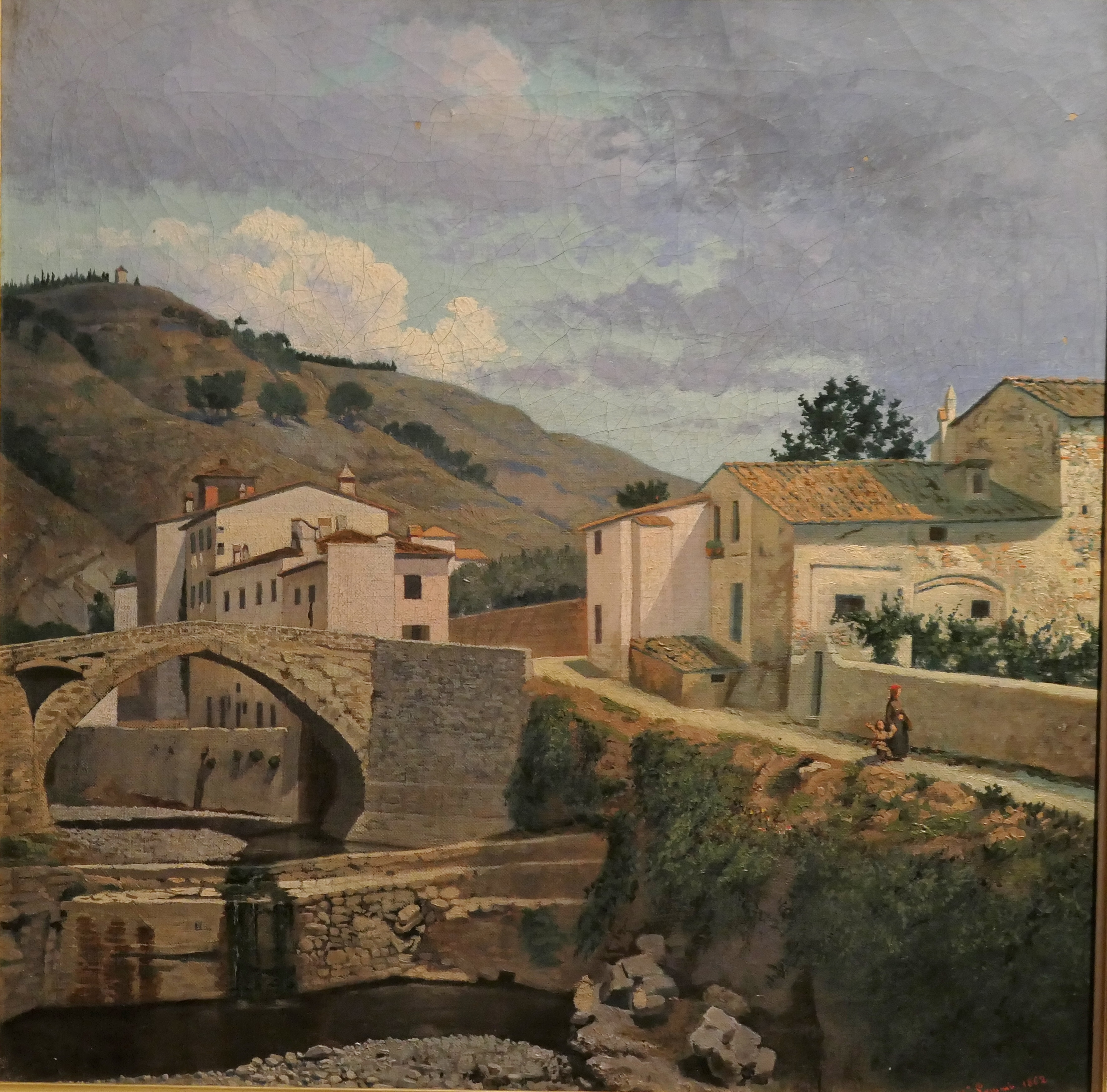
Paesaggio al confine tra Liguria e Toscana.

Lo stile pittorico del suo maestro influenzò persistentemente il modo di dipingere di Marco Lemmi: per fare un esempio, il cielo, la luce, le ombre, il tratto del pennello de La passeggiata del Muro Torto, del 1852 (cm. 44x56), di Puccinelli (considerata un'opera anticipatrice del movimento macchiaiolo) si ritrovano anche anni dopo, nel 1862, in Paesaggio al confine tra Liguria e Toscana (cm. 32x32) del suo discepolo; in questo appare semmai più accentuata la ricerca del particolare, quasi da miniaturista, mediata forse dalla contemporanea passione per la fotografia di questo artista che sembra voler cercare di raggiungere col pennello la precisione di particolari che otteneva dalla lastra fotografica, un procedimento che nella metà dell'Ottocento stava avendo un rapido sviluppo.
Lasciata Firenze Marco Lemmi ritornò nel 1863 a Livorno, dove poi rimase aprendo lo studio prima in Piazza d'Arme 23, poi in via della Costanza 26, poi in via Ricasoli 18,  e poi ancora in via del Platano 1, dedicandosi principalmente ai paesaggi e soprattutto ai ritratti anche di famosi personaggi del suo tempo tra cui quello del generale Robaudi, del Marchese Spinola, dell'Ammiraglio Chretien, del Presidente della Repubblica dell'Uruguay. Il re Vittorio Emanuele II gli commissionò un grande dipinto Il riposo dopo la caccia, e questo gli diede l'opportunità di prendere un gran numero di schizzi e bozzetti dal vero mentre si trovava nella tenuta reale di San Rossore, che utilizzò per altre sue opere successive come La veduta di San Rossore dopo la pioggia, che De Gubernatis scrive che gli fu acquistata da Niemarck, e come La Padula che fu acquistata da un cav. Tommasi. Egli ricevette pure la commissione per altri quadri anche da Amedeo di Savoia quando era Re di Spagna, e fu per questo insignito dell'Ordine Cavalleresco di Isabella la Cattolica. Infatti in un Catalogo del 1872 si fregia del titolo di "Cavaliere" e di "ritrattista di S.A.R. il Duca d'Aosta".
Marco Lemmi partecipò frequentemente alle Promotrici di Genova e di Firenze portando paesaggi e nature morte di caccia, e alle Promotrice di Torino dove nel 1886 presenta Veduta di San Rossore e nel 1894 Caccia agli uccelli acquatici in San Rossore; e poi all'Esposizione Internazionale di Roma del 1883 con L'emancipata, e alla Mostra Nazionale di Torino del 1884 (dove una sezione era dedicata alle Belle Arti) presentando Madre di famiglia, riproposto assieme a Caccia alla lepre alla Prima Esposizione di Belle Arti in Livorno del 1886. Fu anche presente alla Esposizione di Firenze del 1897 con Le prime armi di Vespina.
Marco Lemmi si dedicò anche alla fotografia, e lo fece in un periodo storico, la seconda metà dell'Ottocento, in cui, parallelamente al veloce perfezionamento delle tecniche fotografiche si assisteva all'accendersi della diatriba tra "fotografi" e "pittori", anche con toni aspri dall'una e dall'altra parte, ma che poi si risolverà, verso la fine del secolo, arrivando alla "specializzazione" con pari dignità delle due professioni artistiche. Marco Lemmi non partecipò a queste controversie, ma restò un pittore pur praticando con buoni risultati anche quella seconda attività, riuscendo ad applicare anche alla fotografia una visione e un impianto scenografico trascritto dalla sua abitudine al dipingere. E a prova di questa sua capacità pure come fotografo resta la pubblicazione di un album Ricordo di Livorno, 1870 con tredici tavole e sedici stampe all'albumina con vedute della città, uno dei quali, dedicato sulla copertina "Alle Loro Altezze Reali il Duca e la Duchessa d'Aosta", si trova al Museo Nazionale Alinari della Fotografia di Firenze.
Marco Lemmi si spense a Livorno, a 66 anni, il 9 settembre del 1900, nella sua abitazione di via Case Rosse 5.

## Riferimenti
- Angelo De Gubernatis, Dizionario degli Artisti Italiani Viventi, Edizioni Successori Lemonnier, Firenze, 1882, pp. 258-259.

- Istituto Matteucci, Dizionario degli Artisti del XIX secolo, via Buonarroti, Viareggio (LU)
- Comanducci, Dizionario Illustrato dei Pittori Disegnatori e Incisori Italiani, Patuzzi Editore, Milano, 1972, IV Edizione, Vol. III, p. 1693. ISBN 8822244141
- I Pittori Italiani dell'Ottocento, Edizioni Il Quadrato, Milano, 1993, p. 342.
- E. Bénezit, Dictionnaire des peintres, sculpteurs, dessinateurs, et graveurs, Gründ Editore, Parigi, 1976, Vol. VI, p. 568. ISBN 2700001540
- Falzone del Barbarò, Maffioli, Sesti, Alle origini della fotografia. Un itinerario toscano, 1839-1880, Editore Alinari Idea, Firenze, 1989, pp. 189-202. ISBN 8872921082